# Searsia pallens
Searsia pallens är en sumakväxtart som först beskrevs av Eckl. & Zeyh., och fick sitt nu gällande namn av Moffett. Searsia pallens ingår i släktet Searsia och familjen sumakväxter. Inga underarter finns listade i Catalogue of Life.